# Boston Diagnostic Aphasia Examination

Le Boston Diagnostic Aphasia Examination (BDAE) est un test neuropsychologique évaluant le langage. Mis au point en 1972 par Goodglass et Kaplan, il est le plus utilisé au monde. Il a en effet été traduit et étalonné pour les hispanophones, les lusophones et les grécophones .
Le BDAE permet d’apprécier le niveau de performance langagier et la gravité de troubles du langage au stade initial et en cours d'évolution. Il permet également de dépister les syndromes aphasiques et définir leur type clinique dans un but diagnostic.

Enfin, ce test cherche à mettre en évidence les mécanismes perturbés et les capacités résiduelles susceptibles d'être exploitées pour orienter la rééducation.	

## Description du BDAE
Le Boston Diagnostic Aphasia Examination est un outil multifactoriel destiné à : 
- évaluer de nombreux troubles du langage apparaissant à la suite d'un dysfonctionnement du cerveau[1].
- apprécier les différentes composantes du langage pouvant dysfonctionner afin d'estimer le type de syndrome aphasique que les patients peuvent présenter.

Ainsi, le BDAE évalue les compétences langagières basées sur les modalités de perceptions (auditives, visuelles et gestuelles), les fonctions de traitement (compréhension, analyse, résolution de problèmes), et les modalités d'intervention (écriture, articulation, manipulation).
Ce test se compose de trente étapes regroupées en cinq épreuves :
- Conversation et langage spontané ;
- Compréhension orale ;
- Expression orale ;
- Compréhension du langage écrit ;
- Écriture.

Le temps d'examen est d'environ 30 minutes.

## Boston Naming Test
Le Boston Naming Test est un sous-test du Boston Diagnostic Aphasia Examination. Il a été érigé en test en 1983.

## Aspect neurologique
Le BDAE permet de discriminer les différents syndromes d'aphasies tel que l'aphasie de Broca, l'aphasie de Wernicke, l’aphasie de conduction, l'aphasie motrice et l'aphasie globale. Les diagnostics posés grâce aux résultats obtenus à ce test sont confirmés par imagerie cérébrale.
Le BDAE a permis de mettre en évidence les liens entre le langage et les zones corticales et sous corticales impliquées,. On a ainsi pu affiner la relation entre les zones du cerveau jouant un rôle dans l'aphasie de Broca et celle de Wernicke. 
La combinaison entre l'imagerie cérébrale et les exercices du BDAE utilisés dans une optique thérapeutique ont montré les stratégies de compensation qui s'effectuaient au niveau du réseau neuronal du cerveau.